# Edward Alphonso Goldman
Edward Alphonso Goldman (Mount Carroll, 7 luglio 1873 – Washington, 2 settembre 1946) è stato uno zoologo statunitense.
Viaggiò in tutto il Messico in compagnia di Edward William Nelson, e descrisse e revisionò molti gruppi di mammiferi.

## Biografia
Nacque a Mount Carroll, nell'Illinois, il 7 luglio 1873 da genitori americani di origine franco-tedesca, Jacob H. e Laura C. Goltman. Questi ultimi, nativi della Pennsylvania, si trasferirono prima nell'Illinois, poi nel Nebraska, dove Jacob cambiò il cognome in Goldman, e infine in California.
Laggiù, intorno al 1891, Jacob, appassionato di storia naturale, incontrò il naturalista Edward William Nelson, che era alla ricerca di un assistente. Il giovane Edward, divenuto il suo assistente, iniziò così una lunga amicizia e relazione professionale con Nelson che sarebbe durata fino alla morte di quest'ultimo.
Goldman effettuò così il suo primo viaggio alla ricerca di campioni di animali in California, terminato nel gennaio del 1892, e poi si spostò, sempre con Nelson, in Messico, per quello che doveva essere un viaggio di tre mesi. Vi rimasero per quattro anni, durante i quali raggiunsero quasi ogni angolo del Paese, raccogliendo in tutto più di 20.000 campioni di mammiferi.
Nel 1901 incontrò Emma May Chase, che sposò l'anno seguente, e con la quale mise al mondo tre figli.
Negli Stati Uniti, Goldman ricoprì molti altri incarichi, e durante la prima guerra mondiale divenne un maggiore delle Forze Armate USA in Francia, dove lavorò sul controllo dei roditori.
Dopo aver terminato gli impegni amministrativi, nel 1928, impiegò tutto il suo tempo agli studi scientifici, che proseguì perfino dopo il pensionamento, nel 1944. Goldman raccolse il suo ultimo mammifero, un gopher dalle tasche della Florida, il 4 aprile 1946. Continuò a lavorare sui mammiferi messicani fino al 30 agosto 1946, quando fu colpito da un ictus; morì il 2 settembre e fu sepolto nel Cimitero nazionale di Arlington il 6 settembre.
In tutta la sua vita Goldman pubblicò 206 lavori e descrisse più di 300 nuove specie di mammiferi. Nel 1941 descrisse più nuovi mammiferi di qualunque altro scienziato vivente. Molti animali commemorano il suo nome, tra cui vari mammiferi, alcuni uccelli, un serpente, una tartaruga, una rana e un mollusco. Nella Baja California si trova perfino un Picco Goldman. Nel 1946 divenne Presidente della Società Americana dei Mammalogi.